# Суло Яаскеляйнен
Суло Яаскеляйнен (фін. Sulo Jääskeläinen; 19 грудня 1890 Виборг — 12 січня 1942 року Котка) — двоборець та стрибун на лижах з трампліна. Триразовий переможець Лахтинських лижних ігор, учасник Перших Зимових Олімпійських ігор.

## Кар'єра
Привернув до себе увагу у 1911 році, коли переміг у першому розіграшу Кубка барона фон Віллібрандта, який проводився у Швеції. У 1923 році переміг Лахтинських лижних іграх у дисципліні стрибки на лижах з трампліна. У наступному році Яаскеляйнен повторив успіх, вигравши не тільки у стрибках а й у змаганнях двоборців. 
У 1924 році він представляв Фінляндію на перших в історії зимових Олімпійських іграх у французькому місті Шамоні. Як і більшість інших спортсменів виступав у кількох видах спорту. У стрибках з трампліна фінський спортсмен зайняв одинадцяте місце, на 0,011 бали випередивши шведа Нільса Сунда. Також він брав участь у змаганнях двоборців. Стрибкова частина для Суло Яаскеляйнена склалася вдало. За підсумками двох стрибків фінський спортсмен показав 6-й результат, набравши 16,604 бали. У лижних перегонах Яаскеляйнен показав значно гірший результат, посівши 19-е місце, показавши на 18-кілометрової дистанції час 1:42:30. Сума в двоєборстві розраховується, як середнє значення, отримане за підсумками стрибків і лижних перегонів. Заробивши за підсумками змагань 11,365 бали, Яаскеляйнен посів 16-е місце.
У наступному році Яаскеляйнен  посів друге місце на Лахтинських лижних іграх у стрибках на лижах з трампліна. У 1923-25 роках турнір зі стрибків з трампліна на Лахтинських лижних іграх був об'єднаний з чемпіонатом Фінляндії. Тобто Яаскеляйнен також був дворазовим чемпіоном Фінлядії і один раз срібним призером.
У 1926 році брав участь у Чемпіонаті світу з лижних видів спорту, який проходив у Лахті. У стрибках з трампліна Яаскеляйнен посів 8-е місце, а у лижному двоборстві 18-е місце.